# لشکر ۱۰ سیدالشهدا

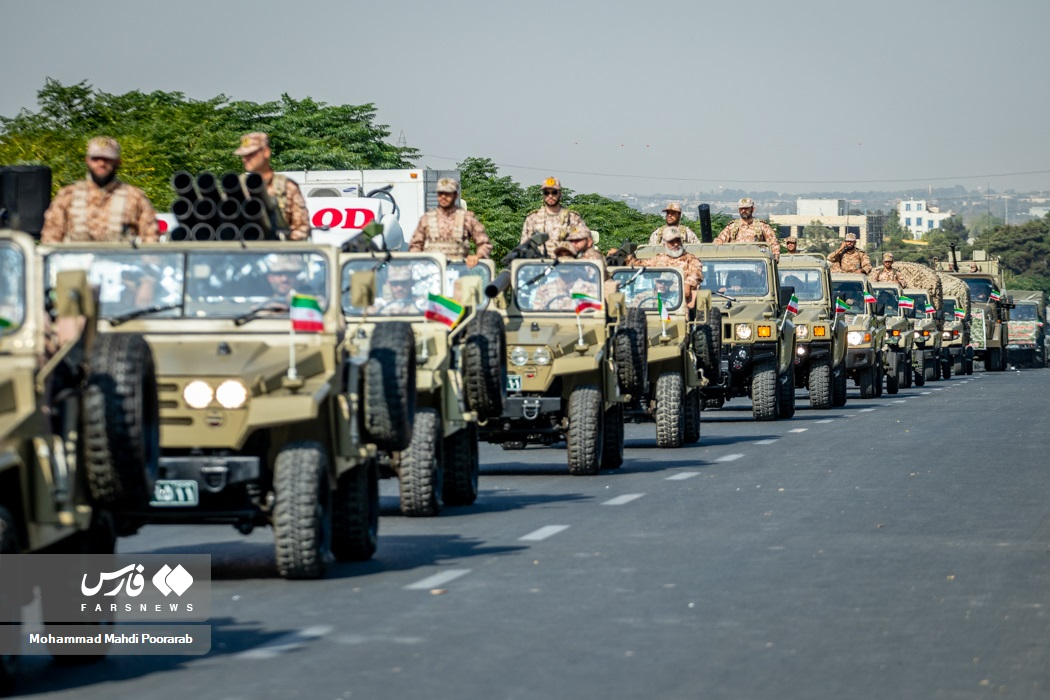
رژه ستون خودرویی لشکر ۱۰ سیدالشهدا به‌مناسبت سالگرد جنگ ایران و عراق در سال ۱۴۰۱، کرج

لشکر ۱۰ سیدالشهدا از لشکرهای پیاده نیروی زمینی سپاه پاسداران انقلاب اسلامی است، که پیشینه شکل‌گیری آن به فروردین‌ماه ۱۳۶۱ و تشکیل تیپ ۲۱۰ سیدالشهدا، در خلال جنگ ایران و عراق بازمی‌گردد و نخستین فرمانده آن محسن وزوایی بود. این یگان در خردادماه ۱۳۶۵ از تیپ به لشکر ارتقا پیدا کرد.
لشکر ۱۰ سیدالشهدا در خلال جنگ در عملیات‌های بیت‌المقدس، کربلای ۴ و کربلای ۵، مسلم بن عقیل، والفجر مقدماتی، والفجر ۱، والفجر ۲، والفجر ۴ و والفجر ۸، خیبر و بدر شرکت داشت. ستاد فرماندهی و پادگان لشکر ۱۰ سیدالشهدا در شهر کرج، استان البرز مستقر می‌باشد. هم‌اکنون سرتیپ‌دوم پاسدار قاسم سامانلو فرماندهی لشکر ۱۰ سیدالشهدا را برعهده دارد.

## تاریخچه

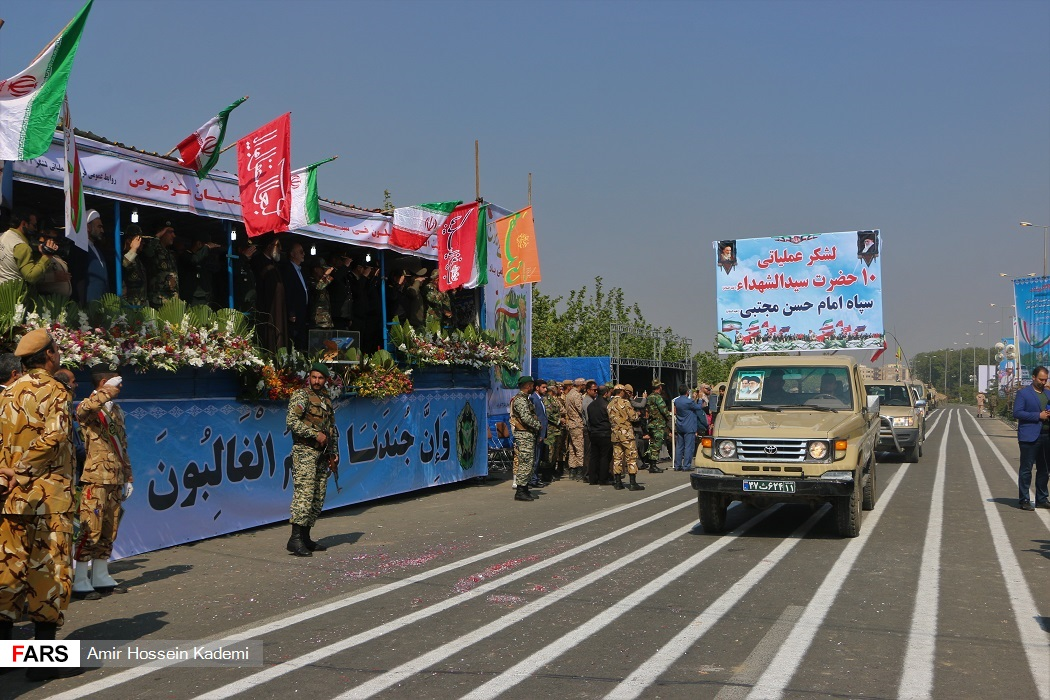
رژه نیروهای لشکر ۱۰ سیدالشهدا به‌مناسبت روز ارتش در سال ۱۳۹۷ در کرج

این یگان به عنوان تیپ ۲۱۰ سیدالشهدا در ۱۵ فروردین ۱۳۶۱ تشکیل شد و با حضور جمعی از کادرهای سپاه تهران و فرماندهانی از تیپ ۲۷ محمد رسول‌الله و موافقت فرمانده کل سپاه، فرماندهی آن، با حکم فرمانده منطقه ۱۰ سپاه تهران؛ داود کریمی، به محسن وزوایی واگذار شد. این تیپ در اواخر فروردین ۱۳۶۱ در کنار تیپ ۲۷ محمد رسول‌الله، به‌عنوان دومین یگان رزمی استان تهران فعالیت خود را آغاز کرد. عقبه این تیپ نیز در منطقه جنوب کشور، در پادگان دوکوهه واقع در اندیمشک قرار گرفت. تشکیل تیپ سیدالشهدا همزمان با شروع عملیات بیت‌المقدس بود، لذا با پیشنهاد احمد متوسلیان؛ فرمانده تیپ ۲۷ محمد رسول‌الله، مبنی بر در پیش بودن عملیات و به منظور تقویت بیشتر تیپ محمد رسول‌الله، این دو تیپ برای انجام این عملیات، در یکدیگر ادغام شدند. در خلال اجرای عملیات بیت‌المقدس، محسن وزوایی؛ فرمانده تیپ ۲۱۰ سیدالشهدا کشته شد.
در شهریورماه ۱۳۶۱ تیپ ۱۰ سیدالشهداء به‌طور رسمی فعالیت خود را به‌عنوان یک تیپ مستقل و با فرماندهی علیرضا موحد دانش آغاز نمود. در این مرحله این تیپ با راه‌اندازی ۴ گردان پیاده و گردان‌های پشتیبانی، توپخانه، ادوات، پدافند، مهندسی، تخریب، بهداری و مخابرات، از تهران به مقصد جبهه‌های مرزی، عازم اسلام‌آباد غرب گردید و پادگان الله‌اکبر را به‌عنوان عقبه خود انتخاب نمود.
در مدت فرماندهی علی موحد، این تیپ مأموریت پدافندی عملیات مسلم ابن عقیل در منطقه عمومی سومار را برعهده داشت. موحد دانش تا آذرماه ۱۳۶۱ فرماندهی تیپ ۱۰ سیدالشهدا را برعهده داشت. در آذرماه ۱۳۶۱ کاظم نجفی رستگار به فرماندهی این تیپ منصوب شد و تا آبان‌ماه ۱۳۶۳ این مسئولیت را برعهده داشت. در این دوره تیپ ۱۰ سیدالشهدا در عملیات‌های والفجر مقدماتی، والفجر ۱، والفجر ۲، والفجر ۴ و عملیات خیبر شرکت داشت.
از آبان ماه ۱۳۶۳ فرماندهی این تیپ به محمد خزاعی واگذار شد، وی تا خرداد ۱۳۶۴ فرمانده این یگان بود و در دوره فرماندهی وی، تیپ سیدالشهدا در عملیات بدر شرکت داشت. در خرداد ماه ۱۳۶۴ علی فضلی به فرماندهی تیپ ۱۰ سیدالشهدا منصوب شد و تا بهمن‌ماه ۱۳۷۶ در این جایگاه فعالیت نمود. در دوره فرماندهی فضلی، در خردادماه ۱۳۶۵ این یگان از تیپ به لشکر ارتقا پیدا کرد. پس از علی فضلی، به‌ترتیب اسدالله ناصح، غلامرضا یزدانی، یزدان مویدی‌نیا، عبدالله عراقی و رستم‌علی رفیعی آتانی فرماندهی این لشکر را عهده‌دار بودند.

## ماموریت‌ها

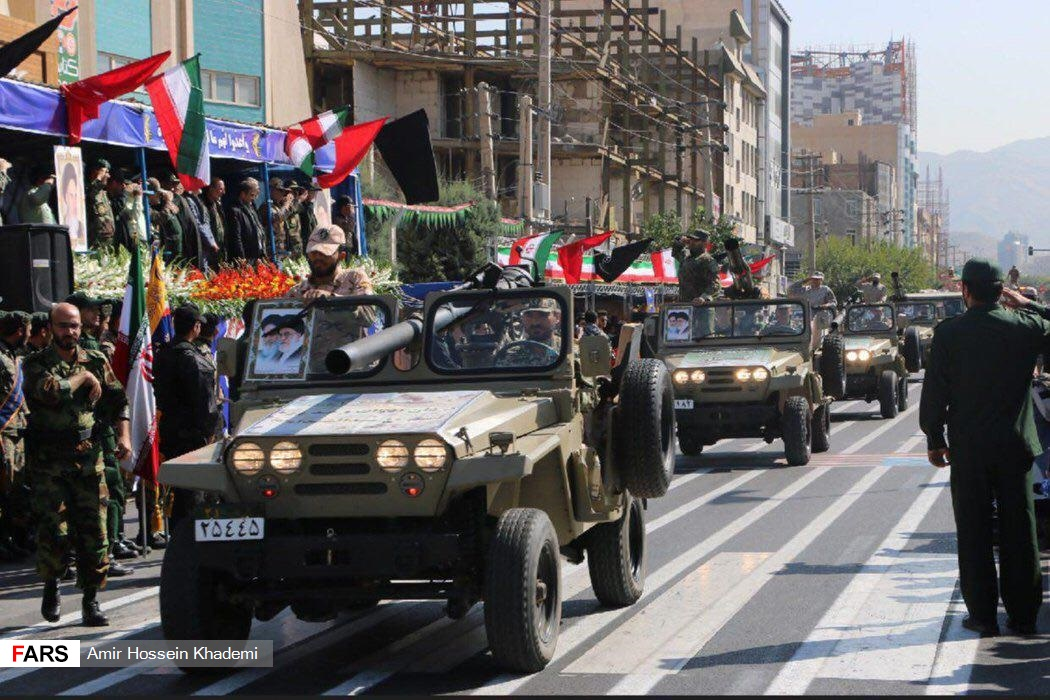
رژه نیروهای لشکر ۱۰ سیدالشهدا با توپ ام۴۰ نصب‌شده بر جیپ سفیر به‌مناسبت سالگرد جنگ ایران و عراق در سال ۱۳۹۶ در کرج

لشکر ۱۰ سیدالشهداء در حدود ۴۶ مأموریت آفندی و پدافندی در طول جنگ ایران و عراق انجام داده است، که از مهمترین آنها می‌توان به عملیات‌های زیر اشاره نمود:
1. عملیات بیت‌المقدس (فتح خرمشهر)
2. عملیات والفجر مقدماتی
3. عملیات خیبر
4. عملیات بدر
5. عملیات والفجر ۸
6. عملیات کربلای ۴
7. عملیات کربلای ۵
8. عملیات کربلای ۸
9. عملیات بیت‌المقدس ۲
10. عملیات بیت‌المقدس ۶
11. عملیات غدیر
12. دفاع سراسری

## آمار و ارقام
در مجموع ۱۳۴ عملیات در دوران جنگ ایران و عراق توسط نیروهای مسلح ایران انجام شد، که لشکر ۱۰ سیدالشهدا در ۵۰ عملیات حضور داشت. نقش لشکر در این عملیات‌ها آفندی و پدافندی بود. در طول جنگ در مجموع ۴ هزار نفر از نیروهای لشکر ۱۰ کشته شدند، که از این تعداد ۷۴ نفر فرمانده گردان به بالا، ۳۶۵ نفر نیز فرمانده دسته، فرمانده گروهان و معاون گردان بودند. همچنین این لشکر حدود ۶۰۰ مجروح بالای ۲۵ درصد جراحت بدنی دارد. لشکر ۱۰ سیدالشهدا نسبت به سایر یگان‌ها کمترین اسیر را داشته است. حدود ۴۰ درصد از کشته‌شدگان لشکر ۱۰ متعلق به استان البرز و حدود ۶۰ درصد متعلق به استان تهران می‌باشند.

## یگان‌ها
سازمان لشکر ۱۰ سیدالشهدا از ۴ تیپ تشکیل شده است، که هر تیپ از ۳ یا ۴ گردان تشکیل می‌شود، همچنین دارای ۶ گردان مستقل و نیز یگان‌های پشتیبانی رزمی (زرهی، توپخانه، مهندسی رزمی، تخریب، مخابرات، پدافند هوایی، ادوات و بهداری) می‌باشد.
- تیپ یکم ثارالله
  - گردان حضرت قاسم
  - گردان زهیر
  - گردان حر
- تیپ دوم عاشورا
  - گردان امام سجاد
  - گردان حضرت علی‌اکبر
  - گردان حضرت علی‌اصغر
- تیپ سوم کربلا
  - گردان امام علی
  - گردان قمر بنی‌هاشم
  - گردان المهدی
  - گردان مسلم
- تیپ چهارم حضرت زهرا
  - گردان امام حسن
  - گردان امام حسین
  - گردان حضرت زینب
  - گردان حضرت زهرا

گردان‌های مستقل:
- گردان حجر
- گردان حمزه
- گردان شهادت
- گردان کربلا
- گردان نینوا
- گردان عاشورا

یگان‌های پشتیبانی رزمی:
- ناو تیپ فرات
- تیپ امام جعفر صادق (بهداری)
- تیپ نینوا (ادوات)
- گردان تخریب الوارثین
- گردان مخابرات
- گردان مهندسی رزمی
- گردان پشتیبانی حضرت ابوالفضل
- گردان پدافند هوایی
- گردان توپخانه
- گردان زرهی
- گردان ناصرین[۱۰]